# The Bad Seed
The Bad Seed (bra: Tara Maldita, ou A Tara Maldita) é um filme estadunidense de 1956 escrito e dirigido por Mervyn LeRoy.

## Elenco principal
- Nancy Kelly - Cristine
- Patty McCormack - Rhoda Penmark
- Henry Jones - LeRoy
- Eileen Heckart - Mrs. Daigle
- Evelyn Varden - Monica Breedlove
- William Hopper - Pai

## Sinopse
Cristine é uma boa mulher, gentil, honesta e trabalhadora, uma mulher muito feliz. Ela é casada com um comandante da Marinha, com quem tem uma filha chamada Rhoda. Como toda mãe, Cristine faz de tudo por ela, que, apesar da bela cara de anjo, não é nenhuma santa.

## Principais premiações
| Prêmio        | Categoria | Situação          |
| ------------- | --- | ----------------- |
| Oscar         | Melhor Atriz (Nancy Kelly) Melhor Atriz Coadjuvante (Eileen Heckart) Melhor Atriz Coadjuvante (Patty McCormack) Melhor Fotografia (Preto e Branco) | Indicado          |
| Globo de Ouro | Melhor Atriz Coadjuvante (Eileen Heckart) Melhor Atriz Coadjuvante (Patty McCormack)                                                               | Vencedor Indicado |